# Låssby
Låssby is een plaats in de gemeente Göteborg in het landschap Bohuslän en de provincie Västra Götalands län in Zweden. De plaats heeft 231 inwoners (2005) en een oppervlakte van 31 hectare. De plaats ligt op het eiland Hisingen en wordt omringd door een combinatie van bos en landbouwgrond. De stad Göteborg ligt ongeveer één kilometer ten zuiden van Låssby.